# Lyder Kvantoland
Lyder Kvantoland (28. července 1893, Kvantoland, Sørfold – 1972) byl norský fotograf.

## Životopis
Byl také aktivní jako folklorista, historik, spisovatel a redaktor v novinách Nordlandsposten. Kvantoland v mládí vesloval a rybařil, ale dostal tuberkulózu, a v roce 1924 začal fotografovat. Od roku 1927 pracoval jako fotograf na plný úvazek. Fotografoval celé území Salten regionu, ale nejvíce v domovské obci Sørfold. Mnoho z jeho obrazů jsou svatební páry, celebrity, atd., ale také pořizoval snímky z vesnic a přírody v celém okolí, každodenní život a slavnostní události.
Jeho fotografie, asi 12 000 negativů, je v současné době (2020) ve vlastnictví Sørfold Lokalhistorielag a jsou uloženy v Národní norské knihovně ve městě Mo i Rana. Výběr jeho snímků je zveřejněn na internetových stránkách Nasjonalbibliotekets fotodatabase Galleri NOR.

## Galerie

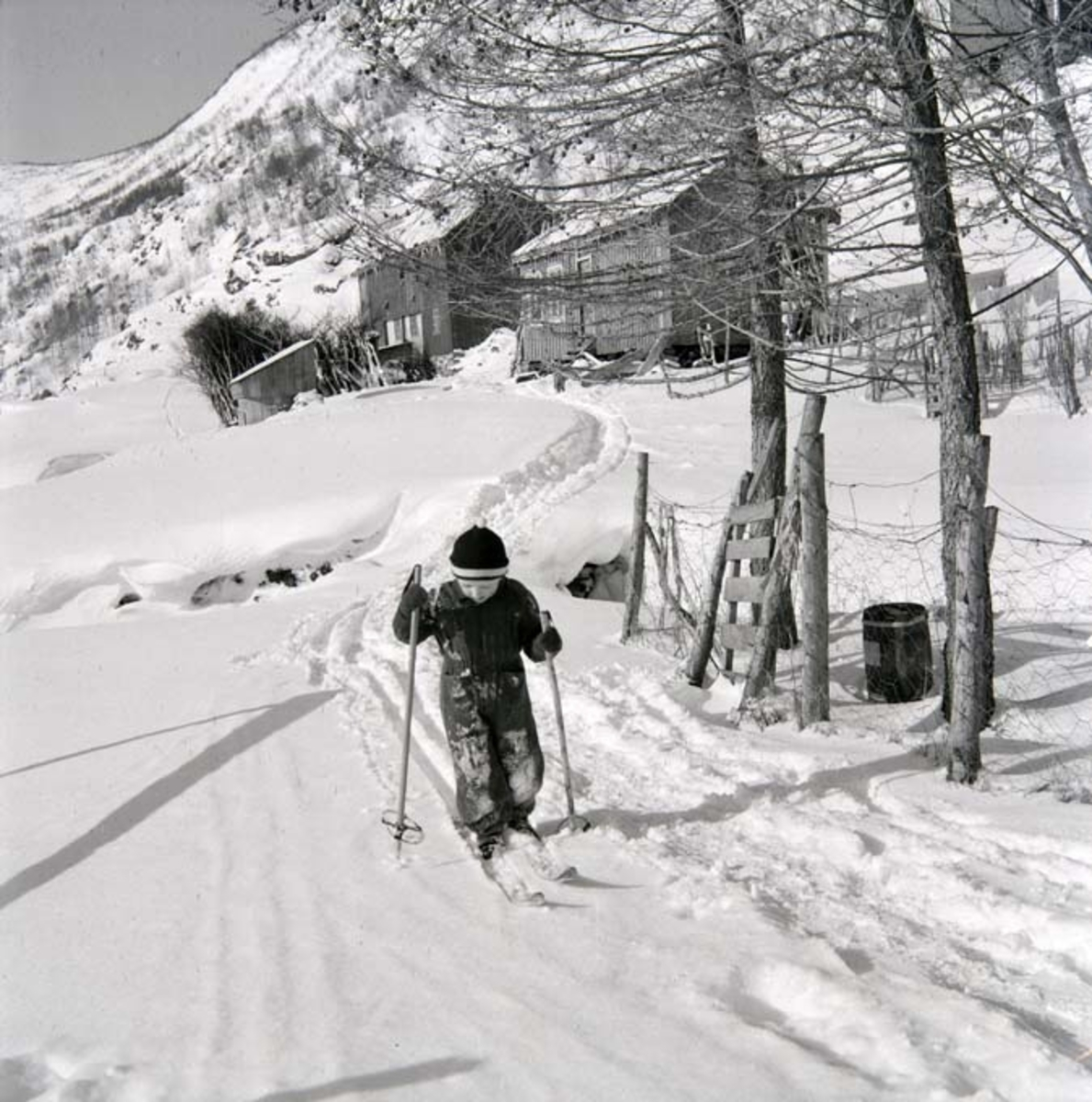
Mladý chlapec při lyžování na zasněžené cestě, 1954
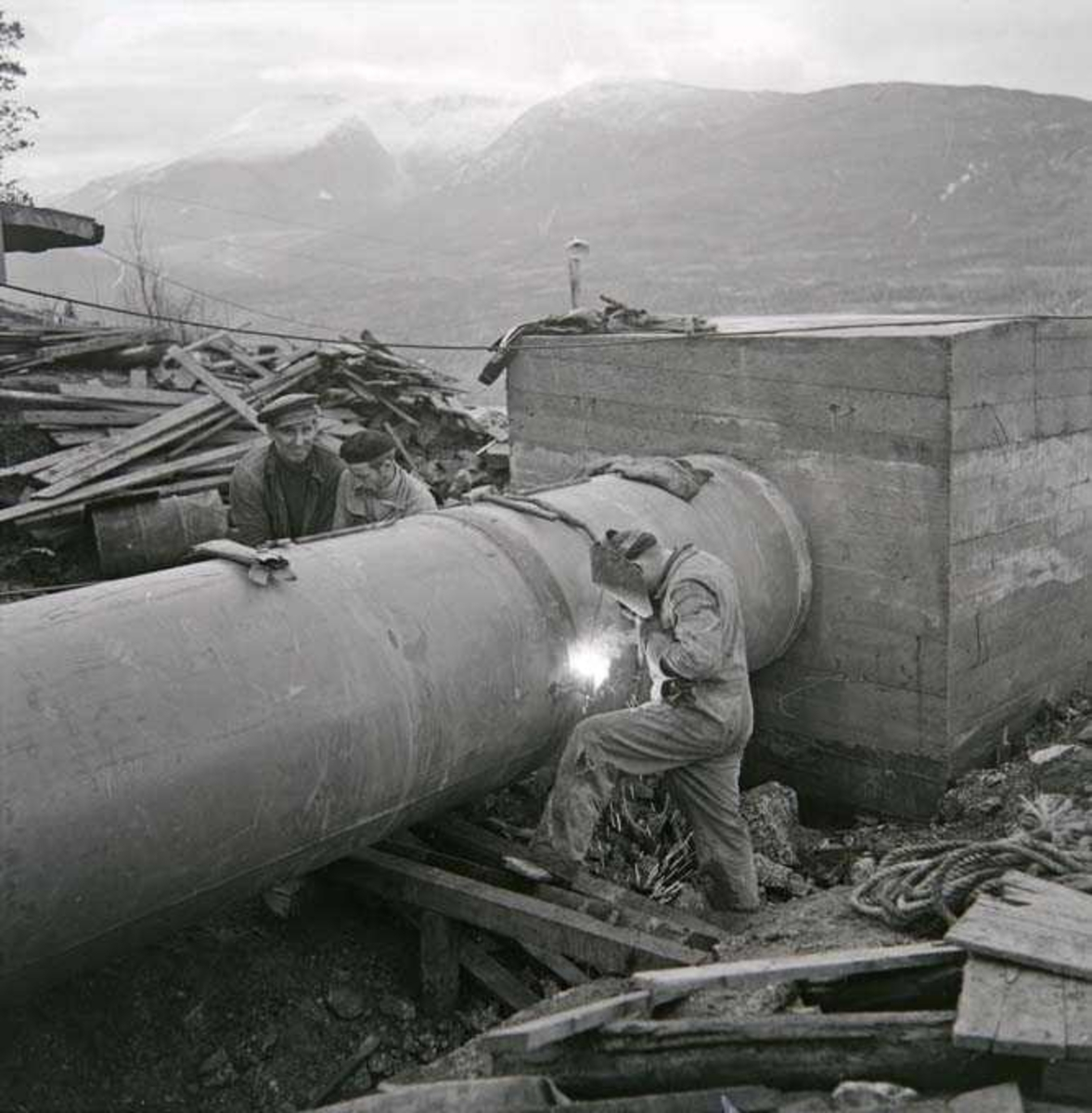
Svařování polotovaru pro elektrárnu Rekvatnet
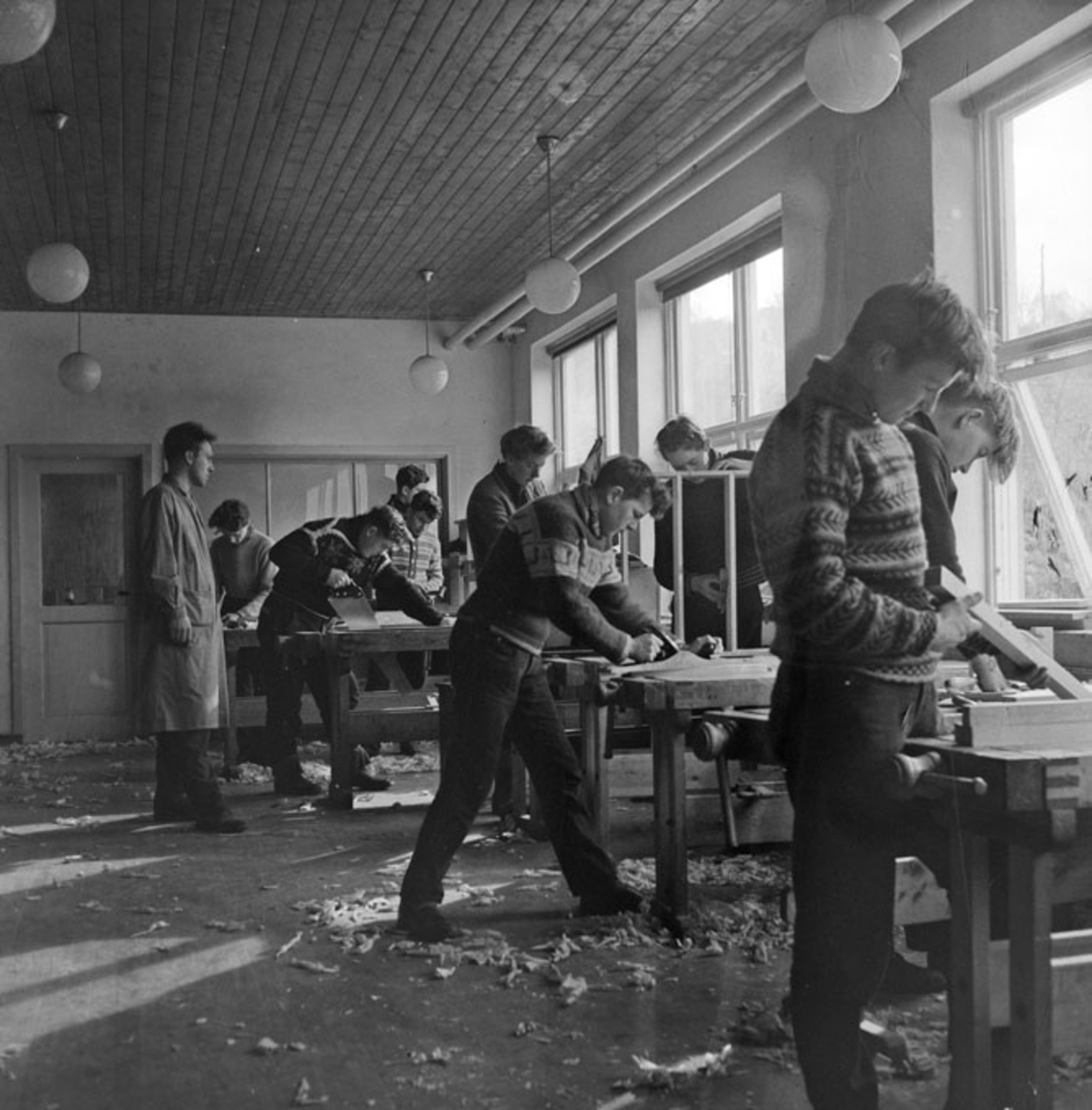
Dřevařství na střední škole v Røsviku
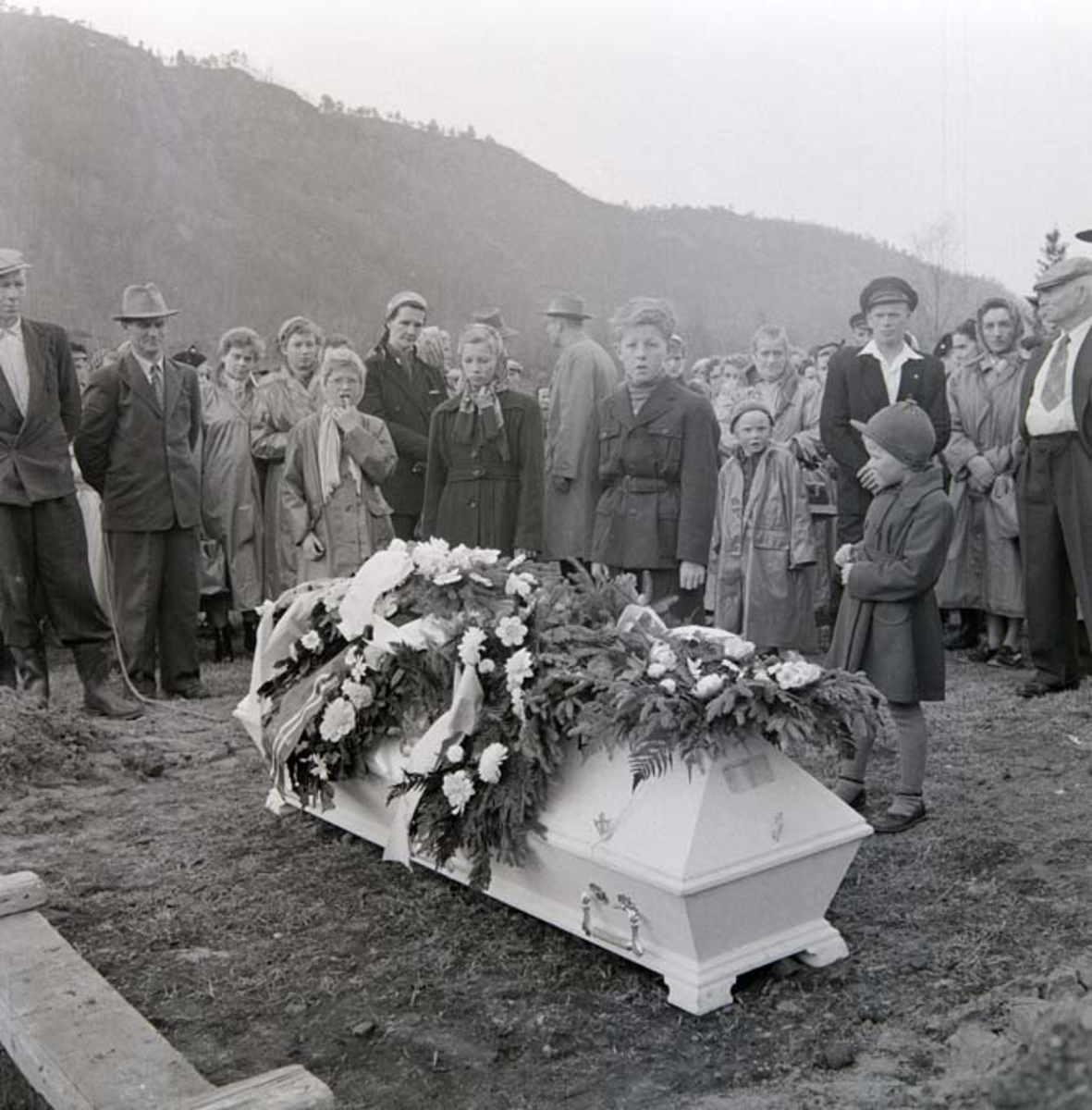
Pohřeb dvou mrtvých z lodi MS Brenning, hřbitov v Røsviku
Západní část Rognanu, 1928
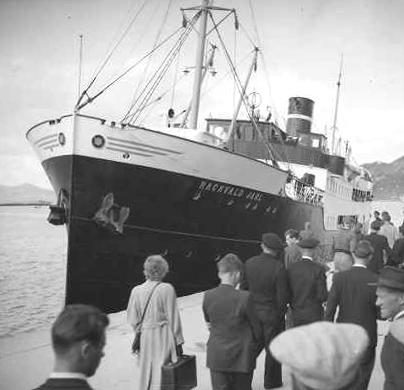
MS Ragnvald Jarl a Bodoe
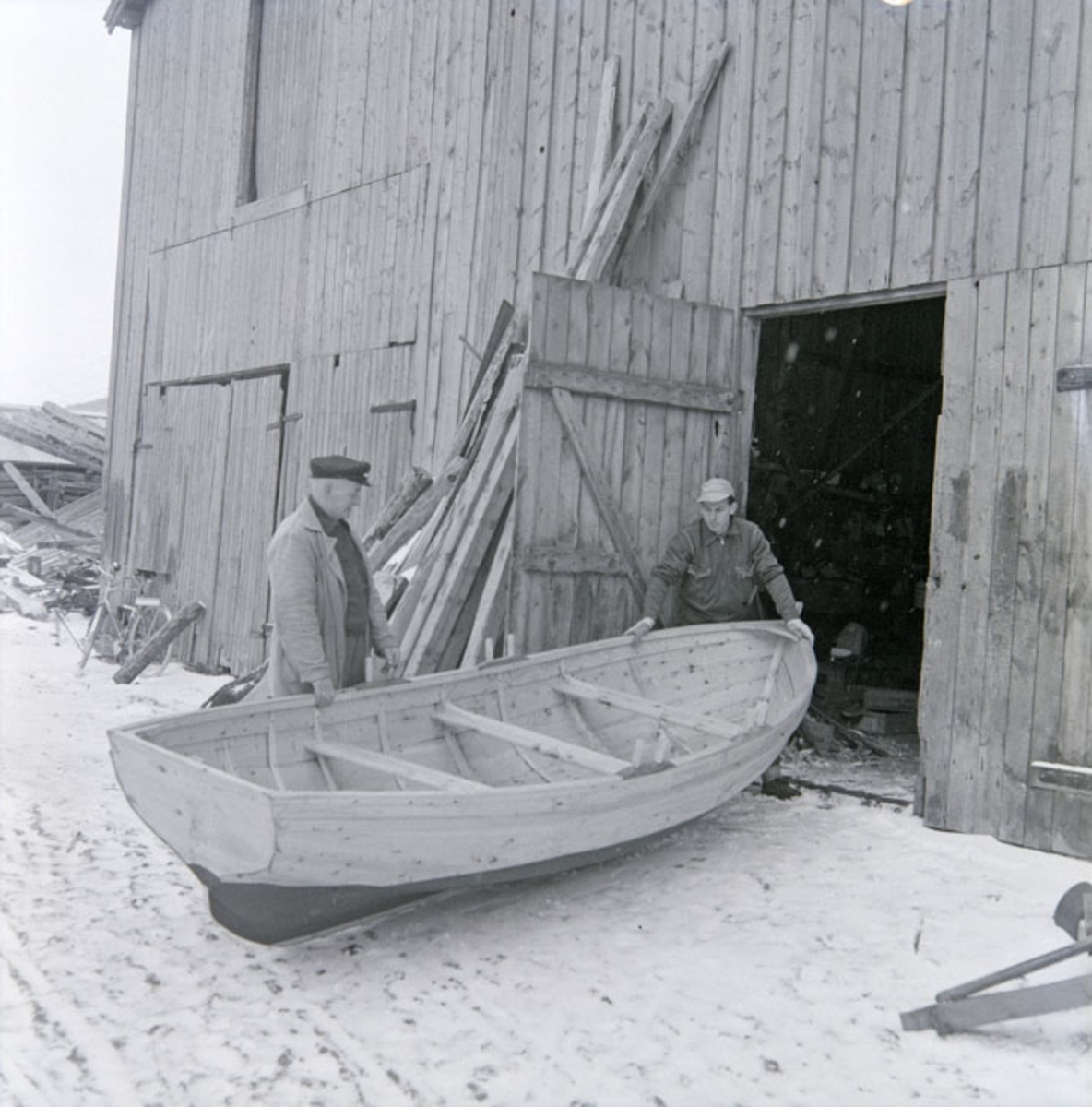
Nová loď z dílny stavitele lodí v Rognanu
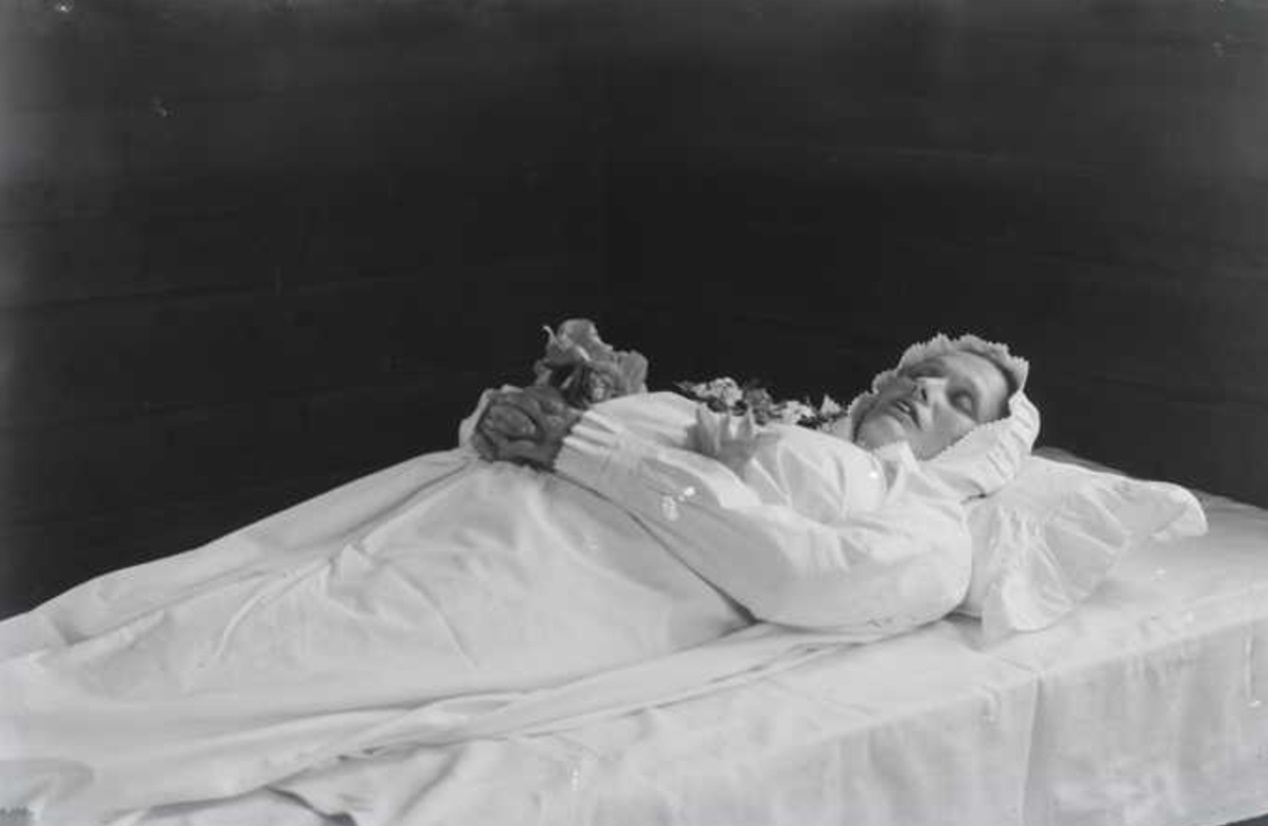
Anne Sommerset zemřela při porodu dcery Ane
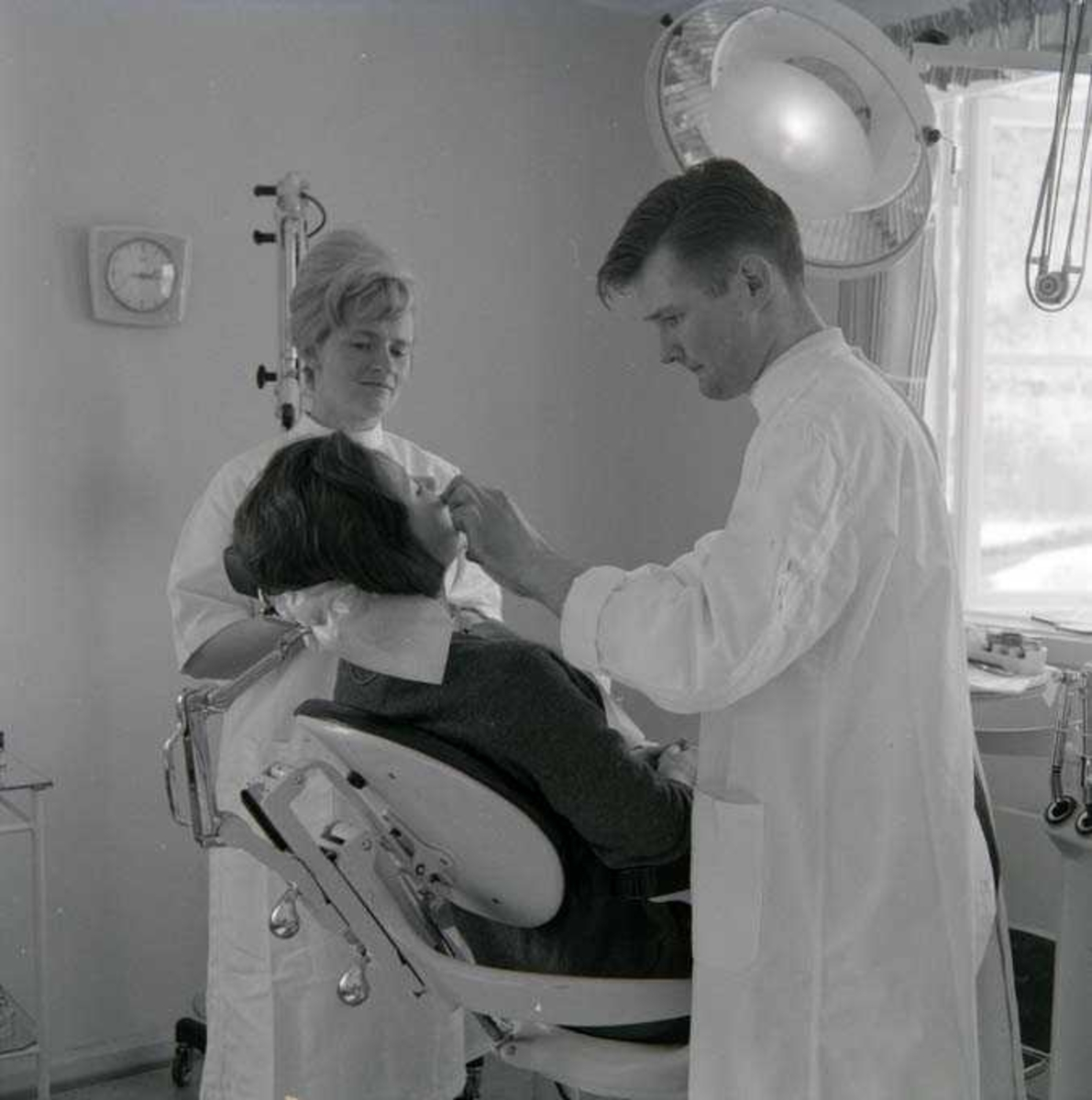
U zubaře, Røsvik